# تياغو أمارال
تياغو إدواردو دو أمارال (بالبرتغالية: Thiago Eduardo do Amaral‏) هو لاعب كرة قدم برازيلي في مركز الوسط المهاجم ولد في يوم 25 يناير 1992 في مدينة ساو بينتو دو سول، يلعب حالياً مع نادي أربيل في الدوري العراقي الممتاز وسبق له اللعب مع نادي بيرس ونادي طرابلس في لبنان ونادي صلالة في عُمان وسلوغا ليوبوشكي في البوسنة والهرسك ونادي أوبيراريو وباريتو بوتيرا في إندونيسيا ونادي غريميو إسبورتيفو يوفنتوس ونادي أفاي، يبلغ طوله 181 سم.

## روابط خارجية
- تياغو أمارال على موقع قاعدة بيانات كرة القدم.إي يو (الإنجليزية)
- تياغو أمارال على موقع Soccerway.com (الإنجليزية)